# Pierre Henry
Pierre Henry (París, 9 de diciembre de 1927-ibídem, 5 de julio de 2017) fue un músico francés, considerado como el creador, junto con Pierre Schaeffer, de la llamada música concreta y uno de los padrinos de la música electroacústica.

## Trayectoria
Nunca fue a la escuela; sus padres contrataban educadores que lo visitaban en su casa. Luego comenzó sus estudios en el Conservatorio de París, donde estudió piano y percusión con Félix Passeronne, composición con Nadia Boulanger y armonía con el maestro francés Olivier Messiaen. Entre 1949 y 1958, Henry trabajó en París en el Club d'Essai de la Radio Televisión Francesa (RTF), fundado por Pierre Schaeffer. Durante este periodo compuso su pieza de 1950 Symphonie pour un homme seul en colaboración con Schaeffer. También compuso la primera pieza de música concreta que apareció en una película comercial, el cortometraje de 1952 Astrologie ou le miroir de la vie.
Henry compuso música para numerosas películas y ballets. Uno de sus trabajos más conocidos es la obra experimental de 1967 Messe pour le temps présent, una de las varias colaboraciones con el coreógrafo Maurice Béjart, en la cual aparece su conocida pieza «Psyche Rock», la cual ha sido remezclada por Fatboy Slim en 1997 y adaptada en 1999 por el compositor Christopher Tyng para la serie Futurama. Esta misma melodía sirvió como sintonía del popular programa de TVE Estudio abierto, presentado por José María Íñigo entre 1969 y 1975. Pierre Henry es una pieza clave en el desarrollo de la música concreta, al convertirse en el primer músico con educación formal totalmente volcado en la creación de música con medios electrónicos.

## Catálogo de obras
- L'évangile selon Saint Mathieu : Format 4 x Vinyles, LP (date 1963)
- L'évangile selon Saint Marc : Format 3 x Vinyles, LP (date 1963)
- L'évangile selon Saint Luc : Format 5 x Vinyles, LP (date 1963)
- L'évangile selon Saint Jean : Format 4 x Vinyles, LP (date 1964)

| Año       | Obra | Tipo de obra           | Duración |  |
| --------- | --- | ---------------------- | -------- |  |
| 1949-1950 | Symphonie pour un homme seul [Sinfonía para un hombre sólo] (en colaboración con Pierre Schaeffer; coreografiado por Maurice Béjart en 1955). | Música electrónica     | 21:22    |  |
| 1950      | Voir l'invisible, música de la película de Jean-Claude Sée, compuesta e interpretada por Henry con instrumentos preparados | Música electrónica     | Inédito  |  |
| 1950      | Batterie fugace | Música electrónica     | 02:00    |  |
| 1950      | Fantasia | Música electrónica     | 05:00    |  |
| 1950      | La grande et la petite manœuvre, música para un texto |                        |          |  |
| 1950      | La fille de Londres, música para una producción de radio | Música radiofónica     |          |  |
| 1950      | Bidule en ut (en colaboración con Schaeffer) | Música electrónica     | 01:51    |  |
| 1950      | Bidule en mi | Música electrónica     | 02:00    |  |
| 1950      | La course au kilocycle, música para una producción de radio | Música radiofónica     |          |  |
| 1950      | Música para la película Aube | Música de película     | 11:00    |  |
| 1950      | Tam Tam I-IV | Música electrónica     | 14:00    |  |
| 1950      | Tam Tam concret | Música electrónica     | 03:00    |  |
| 1950      | Concerto des ambiguïtés, para solista y orquesta | Música orquestal       | 21:00    |  |
| 1950      | Gene Piece, R.A.I Bird Orphé | Música electrónica     |          |  |
| 1950-1951 | Musique sans titre | Música electrónica     | 27:00    |  |
| 1950-1952 | Le Microphone bien tempéré | Música electrónica     | 45:00    |  |
| 1951      | Étude noire |                        |          |  |
| 1951      | Antiphonie, para cinta magnética | Música electrónica     | 03:00    |  |
| 1951      | Tabou clairon | Música electrónica     | 01:00    |  |
| 1951      | Micro rouge I and II | Música electrónica     | 05:00    |  |
| 1951      | Mouvement perpétuel |                        |          |  |
| 1951      | Sonatine, para piano preparado | Música para piano      | 04:00    |  |
| 1951      | Étude à Chopin | Música electrónica     | 04:00    |  |
| 1951      | Dimanche noir I and II | Música electrónica     | 06:00    |  |
| 1951      | Orphée 51 or Toute la lyre (en colaboración con Schaeffer), pantomime lyrique with soprano, mezzo-soprano, contralto, tenor, two reciters, mime and tape                                                                                                | Música electrónica     | 30:00    |  |
| 1952      | Timbres-durées (en colaboración con Messiaen) |                        |          |  |
| 1952      | Vocalises | Música electrónica     | 03:00    |  |
| 1952      | Música para la película Astrologie (dir. J. Grémillon) [ballet versión: Arcane, 1955] | Música de película     | 11:00    |  |
| 1953      | Orphée 53, ópera experimental para tres voces, harpsichord, violin y cinta and tape (en colaboración con Pierre Schaeffer) [rev. como Le voile d'Orphée (cantata)] Coregrafiada por Maurice Béjart                                                      | Música escénica, ópera | 20:00    |  |
| 1953      | Música para la película Léonard de Vinci, | Música de película     |          |  |
| 1953      | Le voile d'Orphée I (versión de la ópera Orphée; música concreta) | Música electrónica     | 27:00    |  |
| 1953      | Le voile d'Orphée II (versión de la ópera Orphée; música concreta) | Música electrónica     | 16:00    |  |
| 1953      | Música para la película Les fils de l’eau | Música de película     |          |  |
| 1953      | Música para la película Art précolombien | Música de película     |          |  |
| 1953      | Variations pour les cordes du piano 100 | Música electrónica     | 87:00    |  |
| 1954      | Kesquidi, música para un espectáculo de Boris Vian en el Red Rose con la voz de Pierre Henry | Música electrónica     | 08:00    |  |
| 1954      | Música para la película L’art populaire mexicain | Música de película     |          |  |
| 1955      | L’amour des quatre colonels, música para un texto |                        |          |  |
| 1955      | Música para la película Le Musée d’Or de Bogota | Música de película     |          |  |
| 1955      | Spirale | Música electrónica     | 04:00    |  |
| 1955      | Imagerie Saint Michel, ballet | Ballet                 |          |  |
| 1955      | Arcane, ballet | Ballet                 |          |  |
| 1955      | Spatiodynamisme cybernetic enlightenment | Música electrónica     | 09:00    |  |
| 1955-1956 | Haut voltage (en colaboración con Constant) [versión de ballet para Maurice Béjart, 1956] | Música electrónica     | 22:00    |  |
| 1956      | Le cercle, ballet | Ballet                 |          |  |
| 1956      | Au seuil de la nuit, música para una producción de radio | Música radiofónica     |          |  |
| 1957      | L’occident est bleu, música para un texto | Música electrónica     |          |  |
| 1957      | L’an 56, música para un texto | Música electrónica     |          |  |
| 1957      | Música para la película Sahara d’aujourd’hui de Pierre Gout y Pierre Schwah(en colaboración con Schaeffer) | Música de película     |          |  |
| 1957      | Le Mariage de la feuille et du cliche (by Darius Milhaud with musique concrete by Pierre Henry) |                        |          |  |
| 1958      | Orphée, ballet para Maurice Béjart | Ballet                 | 88:00    |  |
| 1958-1959 | Coexistence, ballet | Ballet                 | 23:00    |  |
| 1959      | Investigations 15 forms of sound void to accompany Degottex's exhibition: 'Les Alliances',, ballet de Maurice Béjart | Ballet                 | 34:00    |  |
| 1959      | Entité | Música electrónica     | 06:00    |  |
| 1959      | Le Livre des morts tibétain [versión de ballet, 1962] | Ballet                 |          |  |
| 1960      | Faciès | Música electrónica     | 09:00    |  |
| 1960      | Symphonie monoton | Música electrónica     | 37:00    |  |
| 1961      | La noire à soixante | Música electrónica     | 24:00    |  |
| 1962      | Le Voyage, según Le livre des morts tibétain | Música electrónica     | 50:00    |  |
| 1963      | La Reine Verte, ballet de Maurice Béjart | Ballet                 | 38:00    |  |
| 1963      | Variations pour une porte et un soupir, ballet | Ballet                 | 30:00    |  |
| 1963      | Variations pour une porte et un soupir, Hommage à Arman, versión de concierto en 25 movimientos | Ballet                 | 47:00    |  |
| 1965-1968 | Hommage à Antonin Artaud (Artaud) |                        |          |  |
| 1967      | La noire à soixante + Granulométrie (con Dufrêne) | Música electrónica     | 25:00    |  |
| 1967      | Messe pour le temps présent, a prologue and four jerks compuesto para un ballet para Maurice Béjart (en colaboración con Michel Colombier) | Ballet                 | 13:00    |  |
| 1967      | Messe de Liverpool | Música electrónica     | 47:00    |  |
| 1967      | Granulométrie | Música electrónica     | 22:00    |  |
| 1968/1970 | Apocalypse de Jean (inspirado por el Apocalipsis de Juan) (2 volúmenes 1968 1970), oratorio electrónico en 25 pasos | Oratorio               | 101:00   |  |
| 1969      | Ceremony An Electronic Mass (Henry y el grupo de rock inglés Spooky Tooth) | Música electrónica     | 46:00    |  |
| 1970      | Cérémonie II, Ritual Symphony | Música electrónica     | 56:00    |  |
| 1970      | Gymkhana, Polyphonic paraphrase of the Noire à 60 written for 12 flutes, 8 oboes, 5 tubas, 7 drums, performed on ten tracks for ten groups of loudspeakers                                                                                              | Música electrónica     | 17:00    |  |
| 1970      | Fragments Pour Artaud, para voz, violonchelo y electrónicos | Música electrónica     | 46:00    |  |
| 1971      | Mouvement-Rhythme-Étude: Barre fiction dediee a Maurice Béjart [ballet versión: Nijinsky, clown de Dieu, 1971] | Ballet                 | 66:00    |  |
| 1971      | Musique pour un fête. Concert spontané créé le 11 Septembre 1971 à la Fête de l'Humanité et dansé le 16 août 1975 à la Fête aux Tuileries par Maurice Béjart et le Ballet du 20e siècle                                                                 | Ballet                 | 48:00    |  |
| 1971      | Mise en musique du Corticalart. Variations et improvisations sonores sur les ondes électriques du cerveau, enregistrées en direct lors des concerts donnés au Musée d'Art Moderne de la ville de Paris en février 1971 (en colaboración con R. Lafosse) | Música electrónica     | 51:00    |  |
| 1972      | Kyldexstück (en colaboración con N. Schöffer) Suite de concierto de Kyldex | Música electrónica     | 94:00    |  |
| 1972      | Deuxième symphonie pour 16 groupes de haut-parleurs | Música electrónica     | 77:00    |  |
| 1973      | Prismes. Suite de concert d'après KYLDEX I, spectacle spatio-lumino-dynamique et cybernétique de Nicolas Schöffer, choregraphie de Alwin Nikolaïs et musique de Pierre Henry                                                                            | Música electrónica     | 15:00    |  |
| 1973      | Prismes. Suite de concert d'après KYLDEX I, versión discográfica | Música electrónica     | 46:00    |  |
| 1973      | Kyldex Dynamic and cybernetic spatio-lumino show by Nicolas Schöffer, Pierre Henry and Alwin Nikolaïs; musical collaboration Bernard Bonnier | Música electrónica     | 120:00   |  |
| 1973      | Cortical Art III (Improvisations sonores enregistrées concert d'inauguration du 8e congrès international d'Electro-encéphalographie et de Neurophysiologie clinique à Marseille le 5 septembre 1973)                                                    | Música electrónica     | 49:00    |  |
| 1973      | Machine-Danse, suite for the disc with movements of 'Kyldex' and 'Ceremony II' | Música electrónica     | 48:00    |  |
| 1974      | Enivrez-vous two spontaneous and dance concerts (en colaboración con C. Carlson) | Música electroacústica | 90:00    |  |
| 1975      | Futuristie I, spectacle musical électroacoustique (Concert d'après la manifestation sonore et visuelle en hommage à Luigi Russolo, musicien et peintre futuriste, créée le 16 octobre 1975 au Grand Théâtre de Chaillot à Paris)                        | Música electroacústica | 96:00    |  |
| 1976      | Parcours-Cosmogonie thematic and unprecedented structuring in 12 concerts of Pierre Henry's repertoire | Música electrónica     | 19 horas |  |
| 1977      | Dieu. Scènes musicales inspirées de 'Dieu' de Victor Hugo; création au Festival de Lille 1977 et à Paris au Palais des Arts | Música electrónica     | 145:00   |  |
| 1977      | Instantané-Simultané small cosmogony danced by Maguy Marin and his group | Música electrónica     |          |  |
| 1977      | Métamorphoses great audio-visual show for laser beams, cortical art, tapes, organ and live vocals | Música electrónica     | 120:00   |  |
| 1979      | La Dixième symphonie de Beethoven, homenaje a Ludwig van Beethoven, obra compositoria (rev. 1998) | Coro y orquesta        | 105:00   |  |
| 1979      | Perpetuum space of fascination for image transformations by Thierry Vincens | Música electrónica     | 34:00    |  |
| 1980      | Les Noces chymiques, ritual feérico en 7 jornadas, according to the alchemical story of Jehan Valentin Andrea(en colaboración con P. Ionesco, G. Pick)                                                                                                  | Música electrónica     | 140:00   |  |
| 1980      | Paradis perdu (en colaboración con Gilbert Artman; estrenada con Urban Sax) | Música electrónica     | 47:00    |  |
| 1980      | Pierres Reflechies, mix acoustic instruments and electronic processing (R. Caillois) |                        |          |  |
| 1982      | Journal de mes sons Hörspiel | Música electrónica     | 91:00    |  |
| 1982      | Paradis perdu chaotic and ritualistic spectacle after Milton | Música electrónica     | 122:00   |  |
| 1982      | Pierres réfléchies after Roger Caillois | Música electrónica     | 35:00    |  |
| 1984      | Ouverture de la bouche, Metropolis Paris. Hörspiel | Música electrónica     | 30:00    |  |
| 1984      | La ville. Die Stadt, Metropolis Paris. Hörspiel | Música electrónica     | 112:00   |  |
| 1985      | Berlin, Symphonie d'une grande ville, music from Hörspiel 'The City' for the film by Walter Ruttmann [1929] | Música electrónica     | 79:00    |  |
| 1985      | Périphrases sur la Symphonie pour un homme seul, based on the original elements of the complete version created in 1950 with Pierre Schaeffer | Música electrónica     | 51:00    |  |
| 1985      | Hugosymphonie/Gouttes d'eau. Los 4 elementos, espectáculo en cuatro partes, sung by Martine Viard and a prologue with Jean-Paul Farré | Música electrónica     | 300:05   |  |
| 1986      | Portrait-souvenir Homage to François Dufrêne | Música electrónica     | 32:00    |  |
| 1987      | Les douze heures de la nuit, original music for a film by Jean Baronnet | Música electrónica     |          |  |
| 1986-1988 | Le Livre des morts égyptien, cinta para película (París, Museo del Louvre, 1990; encargo del Ircam) | Música electrónica     | 76:00    |  |
| 1988      | Cristal/Mémoire |                        |          |  |
| 1988      | Variations pour les cordes du piano | Música electrónica     | 64:00    |  |
| 1988      | Autoportrait Sound biography | Música electrónica     | 480:00   |  |
| 1988      | Christal/Mémoire Hörspiel after Marcel Proust | Música electrónica     | 180:00   |  |
| 1988      | La dixième symphonie de Beethoven New version | Música electrónica     | 53:00    |  |
| 1988      | Écho d'Orphée | Música electrónica     | 34:00    |  |
| 1989      | Une maison de sons |                        |          |  |
| 1989      | Une château de sons Hörspiel in three parts (previously 'A house of sounds') | Música electrónica     | 82:00    |  |
| 1990      | La Grande Apolypse, versión del 'L'Apocalypse de Jean' con Jean Négroni live for some sequences | Música electrónica     |          |  |
| 1990      | Écho d'Orphée, versión discográfica | Música electrónica     | 40:00    |  |
| 1992      | Maldoror/Feuilleton Radio serial basado en 'Les Chants de Maldoror', de Lautréamont en 50 episodios, obra radiofónica, con la voz de Cécile Violet,difundida en France Musique                                                                          | 461:00                 |          |  |
| 1992      | Maldoror concert version en 12 secuencias | Música electrónica     | 69:00    |  |
| 1993      | L'homme à la caméra Original music for the film by Dziga Vertov [1929] | Música electrónica     | 80:00    |  |
| 1993      | Ma grande Pâque russe | Música electrónica     | 08:00    |  |
| 1994      | Schubertnotizen I, II, Hörspiel from a fictionalized biography of Schubert by Friederike Mayröcker | Música electrónica     | 25:00    |  |
| 1995      | Les petits métiers, Hörspiel inspired by film music by Pierre Henry | Música electrónica     | 50:00    |  |
| 1995      | Notations sur La Fontaine, obra radiofónica, opera soap en episodios de twenty ten-minute basados en las Fábulas de La Fontaine, difundida en France Culture                                                                                            | Música radiofónica     | 200:00   |  |
| 1996      | Antagonismes IV | Música electrónica     | 63:00    |  |
| 1996      | Intérieur / Extérieur |                        |          |  |
| 1997      | Schubert 97 | Música electrónica     | 15:00    |  |
| 1997      | Histoire naturelle ou Les roues de la terre | Música electrónica     | 55:00    |  |
| 1998      | Fantaisie Messe pour le Temps présent composed with Michel Colombier and William Orbit | Música electrónica     | 22:00    |  |
| 1998      | Tokyo 2002 (en celebración del campeonato mundial de fútbol de 1998) | Música incidental      | 06:00    |  |
| 1998      | Les sept péchés capitaux en 2 partes y 14 movimientos | Música electrónica     | 117:00   |  |
| 1998      | La 10ème remix (Pierre Henry remezcla su Segunda Sinfonía) | Música electrónica     | 57:00    |  |
| 1998-1999 | Une tour de Babel primer episodio de 'The Man with the Microphone', en 7 movimientos | Música electrónica     | 57:00    |  |
| 1999      | Apparitions concertées | Música electrónica     | 73:00    |  |
| 2000      | Psyche rock (el invisible mix por William Orbit) |                        |          |  |
| 2000      | Le grand mix apparitions concertées, Confort Moderne |                        |          |  |
| 2000      | Concerto sans orchestre, for solo piano and recorded sounds, crossing of Dante's Circles of Hell with Franz Liszt. | Música electrónica     | 66:00    |  |
| 2000      | Dans la rue, long version of the 'Shortwave Sonata' | Música electrónica     | 63:00    |  |
| 2000      | More Remix de un track del trompetista de jazz Erik Truffaz | Música electrónica     | 12:00    |  |
| 2000      | Tam-tam du merveilleux | Música electrónica     | 104:00   |  |
| 2000      | Phrases de quatuor | Música electrónica     | 17:00    |  |
| 2001      | Par les grèves remix del 'Prelude to the afternoon of a faun' de Claude Debussy | Música electrónica     | 06:00    |  |
| 2001      | Poussière de soleils live with Erik Truffaz | Música electrónica     | 46:00    |  |
| 2002      | Dracula, where music pierces the sky [Contains samples de Richard Wagner El oro del Rin y la Tetralogía] | Música electrónica     | 52:00    |  |
| 2002      | Carnet de Venise | Música electrónica     | 58:00    |  |
| 2002      | Mobil Original music for a ballet by Maurice Béjart with Bach harpsichord | Música electrónica     | 22:00    |  |
| 2002      | Requiem profane | Música electrónica     | 57:00    |  |
| 2002      | Sonate d'ondes courtes | Música electrónica     | 33:00    |  |
| 2002      | Équivalences Hörspiel | Música electrónica     | 52:00    |  |
| 2003      | Duo with piano | Música electrónica     | 23:00    |  |
| 2003      | Faits divers | Música electrónica     | 31:00    |  |
| 2003      | Labyrinthe! Expédition Sonore en dix séquences | Música electrónica     | 57:00    |  |
| 2003      | Lumières, work in three parts | Música electrónica     | 90:00    |  |
| 2003      | Schatenzonen, radio versión | Música electrónica     | 71:00    |  |
| 2004      | Métamorphoses d'Ovide I | Música electrónica     | 40:00    |  |
| 2004      | Métamorphoses d'Ovide II | Música electrónica     | 50:00    |  |
| 2004      | Voyage Initiatique | Música electrónica     | 67:00    |  |
| 2005      | Orphée dévoilé | Música electrónica     | 44:00    |  |
| 2005      | Deux coups de sonnette radio evocation, inspirado por el 'Journal of my sounds' y otros textos, con la voz de Laure Limongi | Música electrónica     | 63:00    |  |
| 2005      | Comme une symphonie, envoi à Jules Verne II | Música electrónica     | 45:00    |  |
| 2006      | Murmures | Música electrónica     | 59:00    |  |
| 2006      | Variance in homage to Luc Ferrari | Música electrónica     | 20:00    |  |
| 2006      | Annonces sonores du tramway de Mulhouse (two different versions of the audio announcements for 2 lines and 28 stations,) |                        | 16:00    |  |
| 2006      | Grande toccata | Música electrónica     | 17:00    |  |
| 2007      | Objectif Terre |                        |          |  |
| 2007      | Utopia, Tribute to Claude-Nicolas Ledoux, visionary architecten la saline royale d'Arc-et-Senans | 62:00                  |          |  |
| 2007      | Pleins jeux | Música electrónica     | 49:00    |  |
| 2007      | Impressions sismiques | Música electrónica     | 25:00    |  |
| 2007      | Pulsations | Música electrónica     | 70:00    |  |
| 2007      | Trajectoire | Música electrónica     | 58:00    |  |
| 2008      | Battements | Música electrónica     | 39:00    |  |
| 2008      | Miroirs du temps | Música electrónica     | 23:00    |  |
| 2008      | Variance II | Música electrónica     | 23:00    |  |
| 2008      | Investigations 2 | Música electrónica     | 2:41:00  |  |
| 2008      | Un monde lacéré, dedicada a Jacques Villeglé, para dispositivo electroacústico | 46:05                  |          |  |
| 2011      | L'art de la fugue odyssée | Música electrónica     |          |  |
| 2012      | Le fil de la Vie | Música electrónica     |          |  |
| 2013      | Crescendo | Música electrónica     | 64:47    |  |
| 2013      | Fragments rituels | Música electrónica     | 65:44    |  |
| 2015      | Études transcendantes pour un piano imaginaire | Solista                |          |  |
| 2015      | Fanfare et arc-en-ciel, para speaker y orquesta | úsica electrónica      | 20:00    |  |
| 2015-2016 | Chroniques terriennes | Música electrónica     | 62:00    |  |
| 2016      | Continuo ou Vision d'un futur, encargo de la Philharmonie de Paris | Música electrónica     | 50:00    |  |